# サッカー朝鮮民主主義人民共和国代表
サッカー朝鮮民主主義人民共和国代表（サッカーちょうせんみんしゅしゅぎじんみんきょうわこくだいひょう、朝鮮語:조선민주주의인민공화국 축구 국가대표팀）は、朝鮮民主主義人民共和国サッカー協会（DPRKFA）によって構成される、朝鮮民主主義人民共和国（北朝鮮）のサッカーのナショナルチームである。
アジアサッカー連盟（AFC）および東アジアサッカー連盟（EAFF）所属。ホームスタジアムは、首都・平壌にある金日成競技場。
情報が少ないチームである。代表チームで国内リーグに参戦しているが成績は不明。元代表の鄭大世によると「選手は良くも悪くも非常に純粋であり、アウェイでは萎縮する事が多く、ホームでは野心に溢れている。選手同士の悪口を言うことは絶対にない。団結力が高い」という。

## 歴史

### 黎明期
1966年W杯イングランド大会の北朝鮮代表左SBリム・ジュンソンによれば、1959年1月19日に代表チームが結成され、同日、中央体育館で最初の練習が行われた。自国に招いたソビエト連邦のクラブチームに勝利した1960年11月の試合はチームにとって最初の大きな成果だった。ソ連のクラブチームとの対戦でも勝利を重ねるようになり、1961年9月にはモスクワでスパルタク・モスクワと対戦して2-1で勝利した。
1963年にインドネシアで開催されたGANEFO（新興国競技大会）では決勝に進み、エジプト（アラブ連合）と対戦した。試合は延長戦を終えても1-1で決着せず、コイントスによってエジプトの優勝が決まった。1964年のGANEFOでは決勝で中国を破って優勝した。
1964年東京オリンピックには予選を通過して本大会出場を決めていた。しかし北朝鮮はGANEFOに参加した選手のオリンピック参加資格停止を主張する国際陸上競技連盟および国際水泳連盟への反発から、すべての競技で東京オリンピックのボイコットを決めた。

### 1966年W杯ベスト8
FIFAワールドカップには1966年イングランド大会で初出場。予選のオーストラリアとの試合は中立地カンボジアで行われ、第1戦に3-1、第2戦に6-1と2勝して本大会出場を決めた。
本大会のグループステージでは、初戦はソ連に0-3で敗れたが、次のチリ戦には引き分けた。強豪イタリアとの最終戦では前半42分の朴斗翼の得点によって1-0で破り、アジア勢初勝利を挙げるとともにベスト8に入る活躍を見せた。現在でもイタリア戦でのW杯史上最大級の番狂わせ（一般的には1950年ブラジルW杯での、アマチュア選手揃いのアメリカが、プロ選手を揃えたイングランドを1-0で下したのがW杯史上最大の番狂わせとされているが、北朝鮮の勝利はこれに並ぶものと各国で大々的に報道された）とベスト8進出は大きな伝説として世界に語り継がれている。この時のチームは、東欧の社会主義国と親善試合を行って強化され、小柄だが力強く運動量豊富でスピードがあり、技術的にも正確なチームであった。
翌日の準々決勝・ポルトガル戦では前半25分までに3-0とリードしながらスタミナ切れを起こし、この大会の得点王となる“モザンビークの黒豹”エウゼビオの4得点などで、3-5でワールドカップレコードとなる大逆転負けを喫した。朴斗翼は「あの時私たちは、攻撃しか知らなかった。私たちが3点決めると、ポルトガルのキャプテンは全員に守らせたんです。3点取られても守った。私たちはそれを分からず、ずっと攻め続けた。すると体力が落ちたところにエウゼビオのスピードにやられてPKを与えてしまった。私たちは大きい試合の経験が決定的に不足していた。だから、自分たちのやり方、攻撃サッカーしかできなかった」とポルトガル戦を振り返る。この試合で、ポルトガルの長身のジョゼ・トーレスにかき回された経験から大型選手を揃えるという強化方針を協会が決めたため、かえってベスト8の成功の要因だった豊富な運動量やスピードが北朝鮮から失われた。
試合後にチームは総括を行い「革命精神に背く」として1967年に朴斗翼・申英哲・李賛明が咸鏡北道の阿吾地炭鉱に強制送致となり、ゴキブリを食べていたという。元北朝鮮代表選手・監督 尹明燦の証言によると、サッカー界と関係の強かった朝鮮労働党幹部 朴金喆が1968年に金日成総書記と対立して粛清されると、朴と親しかった多くの代表選手たちが粛清され、一部の選手は炭鉱送致処分を受け、その為に世代間の引き継ぎが上手くいかず、チーム力が低下したという。

### 低迷期
1993年にはハンガリー出身のチェルナイ・パールを監督に迎えたが、1994年アメリカW杯のアジア最終予選において、韓国と当時Jリーグ創設などで勢いづいていた日本に敗れた。それ以降に行われたAFCアジアカップ1996や、1998年フランスW杯アジア予選などの公式試合を含めて1993年から1997年まで一切の国際試合に参加せず（1998年バンコクアジア大会から復帰）、2006年ドイツW杯アジア予選の参加まで国際試合の数は以前と比べて激減した。国際試合に参加しなかった理由は一般的には国内の飢饉や自然災害、金日成主席の死去などとされてきたが、中国サッカー専門誌で元北朝鮮代表チームの関係者が「日韓への敗戦に激怒した金正日総書記が対外試合の禁止を命じたからだ」と証言した。
最近では経済的要因（苦難の行軍）がその理由とされてきている。脱北者のサッカー関係者と親しい韓国のサッカーライター金起徳によれば、競技力の低下から国際試合を禁じたというのは2次的な理由であり、実際には経済的要因が大きかったという。また、協会副会長のリ・ガンホンはその理由について「国家財政危機で強化費が限られてしまったので、協会内での議論の結果、その強化費の多くをユースに回したから」と述べている。結果的にユース育成は成功し、2004年から各年代のアジアユース大会で優勝や準優勝といった好成績を残すようになった上、選手の実力が上がったことで海外のクラブで活躍する選手も出てきた。
2006年ドイツW杯アジア予選では1次予選でアラブ首長国連邦に競り勝ち、1994年アメリカ大会以来3大会ぶりに最終予選に進出した。4カ国がホーム・アンド・アウェーを行い、2位までが本大会出場、3位がアジア5位決定戦進出となる最終予選では日本、イラン、バーレーンと同じ組となった。初戦の日本戦はアウェイ埼玉スタジアム2002で行われたが、1-1の後半ロスタイムに勝ち越し点を許して勝ち点1を寸前で逃した。その後も勝利がなく、第5戦のバンコクで行われた日本戦も0-2で敗北し5連敗となり、最終戦を残して最下位が確定した。消化試合と化したアウェイのバーレーン戦は3-2で勝利し、最終成績は1勝5敗となった。

### 2010年W杯出場

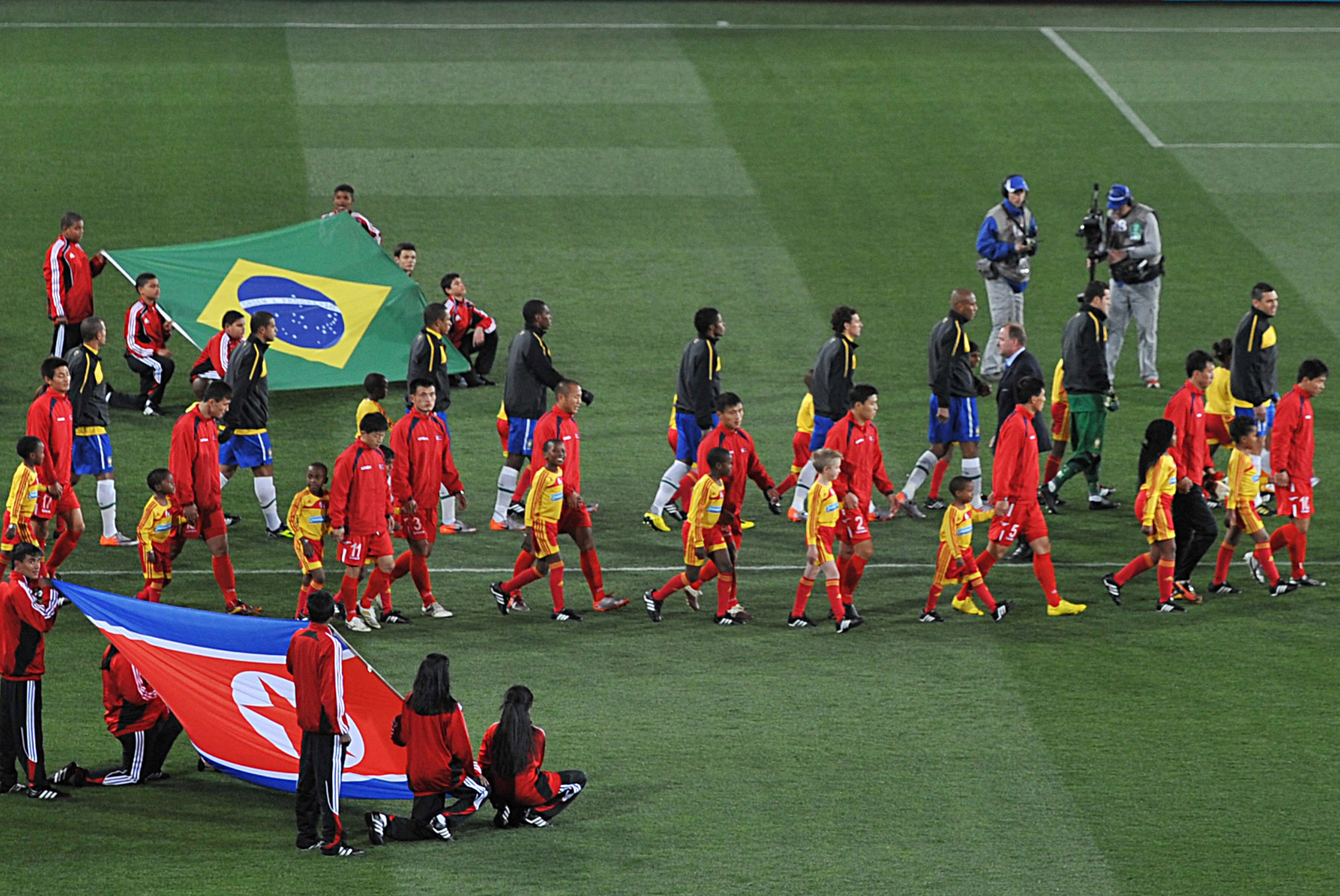
2010年南アフリカW杯のブラジル戦での選手入場。

鄭大世（当時川崎フロンターレ、FC町田ゼルビアにて引退）など海外組の活躍などにより2010年南アフリカ大会アジア予選を突破し、44年ぶりの本大会出場を決めた。本大会ではグループGに入り、初戦のブラジル戦では1-2で敗れはしたが、強豪相手に善戦したとして注目度が高まった。これを受けて2戦目のポルトガル戦では朝鮮中央テレビが史上初となるW杯実況中継で放送したが試合は0-7で惨敗し、この時点で北朝鮮のグループリーグ敗退が決定した（この試合の後、ポルトガルの選手達は「北朝鮮代表の選手たちが罰を受けないか心配だ」と彼らの身を案じたという）。この中継放送については、「ポルトガルの4点目が入った時点で打ち切られた」とする報道がある。消化試合となった最後のコートジボワール戦でも0-3で敗れ、3戦全敗（勝ち点0）、得失点差-11（得点1・失点12）という惨憺たる結果に終わった。なお、この時使われた北朝鮮の代表ユニフォームはイタリアのスポーツウェアメーカー・レゲアが製作した。
帰国後、チームは戦績などについて6時間にわたる審査を受け、北朝鮮の選手達は「監督批判」も求められた。その結果、金正勲（キム・ジョンフン）監督には「思想の改造のため」として建設現場における1日14時間もの強制労働刑が科せられたという報道がなされた。
北朝鮮サッカー協会は処罰疑惑を事実無根として否定し、国際サッカー連盟（FIFA）も調査の結果、金正勲監督の処罰は事実ではないとまとめた。またFIFAは6時間にわたる審査については北朝鮮では通常のことであり、中傷ではなかったという見解を示した。なお、在日コリアンライターの安宿緑(やすやどろく)によると、「今では炭鉱も自動化され、人が来てはむしろ困る」と現地の人に聞いたという。また、同ライターによれば「金正勲監督は処罰されるどころか朝鮮体育省の副大臣に就任している」とのこと。

### 2011年 - 2019年
AFCチャレンジカップ2010の優勝チームとして、2011年1月のAFCアジアカップ2011本戦に出場するもグループリーグで敗退となった。3試合で1分2敗、無得点（失点2）という結果であった。2014年ブラジルW杯のアジア予選では1・2次予選を免除され、3次予選からの参加となった。その3次予選では日本、ウズベキスタン、タジキスタンと同組となり、日本とのホーム戦では1-0と勝利し存在感を見せるが2勝1分3敗の3位で敗退（2位までが予選通過）。最終予選を待たずに2大会連連続出場が潰えた。2013年5月31日に、平壌国際サッカー学校（Pyongyang International Football School）を開校したり、2014年以降スペインやイタリアのクラブのサッカーアカデミーと連携して代表チーム強化を図っている。
2018年ロシアW杯のアジア2次予選で北朝鮮はウズベキスタン、フィリピン、バーレーン、イエメンと同組となった。北朝鮮は順調に勝ち点を重ね、グループ2位のまま最終節を迎えた。だが、勝てばグループ2位の上位4チームに入れて最終予選進出というところでフィリピンに2-3で逆転負けを屈し、グループ2位の上位4チームに入ることができず最終予選進出を逃した。

### 2020年代
2022年カタール大会のアジア予選では、2次予選で韓国、トルクメニスタン、レバノン、スリランカと同組となった。この大会でも北朝鮮は順調に勝ち点を重ね、第6節終了時点で2勝1分1敗のグループ3位につけていた。2019年10月に開催されたホーム韓国戦は平壌にて無観客で開催された。新型コロナウイルス感染症（COVID-19）流行の影響により、2020年3月、6月に予定されていた2次予選4試合は開催延期となり、2021年5月16日、北朝鮮は2022年カタール大会・アジア予選兼2023年アジアカップ中国大会予選を出場辞退することがAFCより発表された。EAFF E-1サッカー選手権2022は従来の予選方式ではなくFIFAランキング上位が出場する方式となり、北朝鮮にも出場資格があったが、こちらも辞退している。
2026年北中米大会のアジア予選において、2023年11月の2次予選からA代表としては国際大会に復帰しており、当予選では日本、シリア、ミャンマーと同組となった。アウェイでシリアとの初戦では0-1で敗れたものの、続くアウェイミャンマー戦では鄭日冠のハットトリックなど6-1と大勝。翌2024年3月の日本との2連戦において、アウェイで0-1で敗れ、同月26日にホーム平壌で開催予定だった日本戦は、同月21日の日本戦を前に北朝鮮側の申し出により開催中止が決定。その後、日程調整、会場確保などが困難になったことから、FIFA規律委員会による審議の結果、試合そのものを開催しないことが決まり、同月30日に当試合を没収試合とし、0-3で北朝鮮の敗戦とすることが発表された。同年6月に開催予定のホーム平壌での2連戦は、日本戦の没収試合によるFIFAの制裁のためホームゲームを中立地で開催することとなり、試合会場がラオス・ヴィエンチャンのニュー・ラオス・ナショナル・スタジアムに変更された。引き分け以下で敗退が決まるシリア戦はATの勝ち越し弾で1-0で勝利すると、最終節において先駆けて行われた一戦でシリアが日本に大敗したため、引き分け以上であれば最終予選進出が決まるミャンマーとの最終戦は4-1で快勝し、3大会ぶりの最終予選進出を決めた。最終予選における北朝鮮のホームゲームは、「安全上の懸念」を理由に試合会場が2次予選のラスト2試合に引き続きヴィエンチャンに変更となった。
最下位ポットで抽選された最終予選は、イラン、ウズベキスタン、UAE、カタール、キルギスが入るグループAに振り分けられた。前半戦では、ホームでAFCアジアカップ2023を制したカタールと、敵地でUAEと引き分ける健闘はあったが、5試合2分3敗の未勝利で折り返した。後半戦初戦となるホーム・ウズベキスタン戦も0-1で敗れ、2025年3月の2試合でカタールに大敗し、引き分け以下なら敗退が決定するホーム開催のUAE戦はサウジアラビアで行われ、終了間際に勝ち越しを許し1-2で敗戦。この結果により6月の2試合を残し予選敗退が決定した。

## 育成改革
北朝鮮代表チームはさらなる育成改革として2013年からサッカー選手育成プロジェクトを開始している。国際サッカー連盟（FIFA）のサッカー発展プロジェクトから170万ドル規模の資金提供を受け、2013年5月31日に綾羅島にサッカーアカデミーの平壌国際サッカー学校（Pyongyang International Football School）を開校し、2014年以降育成した選手をスペインやイタリアのクラブのサッカーアカデミーに留学させることで代表チーム強化を図っている。プロジェクト第1期生には、北朝鮮初のセリエA選手の崔成赫（チェ・ソンヒョク）、2人目のセリエＡ選手となる韓光成（ハン・グァンソン）らがいる。
国内の選手は、平日は代表監督の下で1日2回練習を行い、週末は自分たちのクラブに戻って試合を行うというハードスケジュールである。海外の選手は、日常のトレーニングは所属クラブで行い、国際Aマッチデー等の短期間に代表のトレーニングを行うのが一般的である。

## サプライヤー
| 期間      | サプライヤー |
| --------- | ------------ |
| 1948-1992 | アドミラル   |
| 1992-2002 | フィラ       |
| 2002-2003 | ロット       |
| 2003-2005 | アディダス   |
| 2005-2006 | アンブロ     |
| 2006-2008 | ヒュンメル   |
| 2008-2010 | ERKE         |
| 2010-2014 | レゲア       |
| 2014-     | Choeusu      |

## 成績

### FIFAワールドカップ
| 開催年 | 結果               | 試合         | 勝利         | 引分         | 敗戦         | 得点         | 失点         |
| ------ | ------------------ | ------------ | ------------ | ------------ | ------------ | ------------ | ------------ |
| 1930   | 独立前             | 独立前       | 独立前       | 独立前       | 独立前       | 独立前       | 独立前       |
| 1934   | 独立前             | 独立前       | 独立前       | 独立前       | 独立前       | 独立前       | 独立前       |
| 1938   | 独立前             | 独立前       | 独立前       | 独立前       | 独立前       | 独立前       | 独立前       |
| 1950   | 不参加             | 不参加       | 不参加       | 不参加       | 不参加       | 不参加       | 不参加       |
| 1954   | 不参加             | 不参加       | 不参加       | 不参加       | 不参加       | 不参加       | 不参加       |
| 1958   | 不参加             | 不参加       | 不参加       | 不参加       | 不参加       | 不参加       | 不参加       |
| 1962   | 不参加             | 不参加       | 不参加       | 不参加       | 不参加       | 不参加       | 不参加       |
| 1966   | ベスト8            | 4            | 1            | 1            | 2            | 5            | 9            |
| 1970   | 予選敗退           | 予選敗退     | 予選敗退     | 予選敗退     | 予選敗退     | 予選敗退     | 予選敗退     |
| 1974   | 予選敗退           | 予選敗退     | 予選敗退     | 予選敗退     | 予選敗退     | 予選敗退     | 予選敗退     |
| 1978   | 予選敗退           | 予選敗退     | 予選敗退     | 予選敗退     | 予選敗退     | 予選敗退     | 予選敗退     |
| 1982   | 予選敗退           | 予選敗退     | 予選敗退     | 予選敗退     | 予選敗退     | 予選敗退     | 予選敗退     |
| 1986   | 予選敗退           | 予選敗退     | 予選敗退     | 予選敗退     | 予選敗退     | 予選敗退     | 予選敗退     |
| 1990   | 予選敗退           | 予選敗退     | 予選敗退     | 予選敗退     | 予選敗退     | 予選敗退     | 予選敗退     |
| 1994   | 予選敗退           | 予選敗退     | 予選敗退     | 予選敗退     | 予選敗退     | 予選敗退     | 予選敗退     |
| 1998   | 不参加             | 不参加       | 不参加       | 不参加       | 不参加       | 不参加       | 不参加       |
| 2002   | 不参加             | 不参加       | 不参加       | 不参加       | 不参加       | 不参加       | 不参加       |
| 2006   | 予選敗退           | 予選敗退     | 予選敗退     | 予選敗退     | 予選敗退     | 予選敗退     | 予選敗退     |
| 2010   | グループリーグ敗退 | 3            | 0            | 0            | 3            | 1            | 12           |
| 2014   | 予選敗退           | 予選敗退     | 予選敗退     | 予選敗退     | 予選敗退     | 予選敗退     | 予選敗退     |
| 2018   | 予選敗退           | 予選敗退     | 予選敗退     | 予選敗退     | 予選敗退     | 予選敗退     | 予選敗退     |
| 2022   | 予選途中棄権       | 予選途中棄権 | 予選途中棄権 | 予選途中棄権 | 予選途中棄権 | 予選途中棄権 | 予選途中棄権 |
| 合計   | 2/22               | 7            | 1            | 1            | 5            | 6            | 21           |

### AFCアジアカップ
| 開催年 | 結果               | 試合           | 勝利           | 引分           | 敗戦           | 得点           | 失点           |                |
| ------ | ------------------ | -------------- | -------------- | -------------- | -------------- | -------------- | -------------- | -------------- |
| 1956   | 不参加             | 不参加         | 不参加         | 不参加         | 不参加         | 不参加         | 不参加         | 不参加         |
| 1960   | 不参加             | 不参加         | 不参加         | 不参加         | 不参加         | 不参加         | 不参加         | 不参加         |
| 1964   | 不参加             | 不参加         | 不参加         | 不参加         | 不参加         | 不参加         | 不参加         | 不参加         |
| 1968   | 不参加             | 不参加         | 不参加         | 不参加         | 不参加         | 不参加         | 不参加         | 不参加         |
| 1972   | 不参加             | 不参加         | 不参加         | 不参加         | 不参加         | 不参加         | 不参加         | 不参加         |
| 1976   | 予選終了後棄権     | 予選終了後棄権 | 予選終了後棄権 | 予選終了後棄権 | 予選終了後棄権 | 予選終了後棄権 | 予選終了後棄権 | 予選終了後棄権 |
| 1980   | 4位                | 6              | 3              | 0              | 3              | 10             | 12             |                |
| 1984   | 不参加             | 不参加         | 不参加         | 不参加         | 不参加         | 不参加         | 不参加         | 不参加         |
| 1988   | 予選敗退           | 予選敗退       | 予選敗退       | 予選敗退       | 予選敗退       | 予選敗退       | 予選敗退       | 予選敗退       |
| 1992   | グループリーグ敗退 | 3              | 0              | 1              | 2              | 2              | 5              |                |
| 1996   | 不参加             | 不参加         | 不参加         | 不参加         | 不参加         | 不参加         | 不参加         | 不参加         |
| 2000   | 予選敗退           | 予選敗退       | 予選敗退       | 予選敗退       | 予選敗退       | 予選敗退       | 予選敗退       | 予選敗退       |
| 2004   | 予選敗退           | 予選敗退       | 予選敗退       | 予選敗退       | 予選敗退       | 予選敗退       | 予選敗退       | 予選敗退       |
| 2007   | 不参加             | 不参加         | 不参加         | 不参加         | 不参加         | 不参加         | 不参加         | 不参加         |
| 2011   | グループリーグ敗退 | 3              | 0              | 1              | 2              | 0              | 2              |                |
| 2015   | グループリーグ敗退 | 3              | 0              | 0              | 3              | 2              | 7              |                |
| 2019   | グループリーグ敗退 | 3              | 0              | 0              | 3              | 1              | 14             |                |
| 2023   | 予選途中棄権       | 予選途中棄権   | 予選途中棄権   | 予選途中棄権   | 予選途中棄権   | 予選途中棄権   | 予選途中棄権   |                |
| 合計   | 5/17               | 18             | 3              | 2              | 13             | 15             | 40             |                |

### EAFF E-1サッカー選手権
- 2003 - 不参加
- 2005 - 3位
- 2008 - 4位
- 2010 - 予選敗退
- 2013 - 予選敗退
- 2015 - 3位
- 2017 - 4位
- 2019 - 予選敗退
- 2022 - 参加辞退
- 2025 - 参加辞退

### AFCチャレンジカップ
| 開催年 | 結果   | 試合   | 勝利   | 引分   | 敗戦   | 得点   | 失点   |
| ------ | ------ | ------ | ------ | ------ | ------ | ------ | ------ |
| 2006   | 不参加 | 不参加 | 不参加 | 不参加 | 不参加 | 不参加 | 不参加 |
| 2008   | 3位    | 3      | 1      | 1      | 1      | 6      | 2      |
| 2010   | 優勝   | 5      | 3      | 2      | 0      | 14     | 2      |
| 2012   | 優勝   | 5      | 5      | 0      | 0      | 12     | 1      |
| 2014   | 不参加 | 不参加 | 不参加 | 不参加 | 不参加 | 不参加 | 不参加 |
| 合計   | 3/5    | 11     | 7      | 4      | 2      | 19     | 7      |

### AFCソリダリティーカップ
- 2016年 - 不参加

## 歴代監督
- ミョン・レヒョン 1963-1971
- 朴斗翼（パク・ドゥイク）1990
- 尹明燦（ユン・ミョンチャン）1990-1993
- チェルナイ・パール 1993-1994
- ムン・ギナム 1998-1999
- 金正勲（キム・ジョンフン）2006-2010
- 趙侗旭（チョ・トンソプ）2010-2011, 2014-2015
- 尹正水（英語版）（ユン・ジョンス）2003-2005, 2011-2014
- キム・チャンボク 2015-2016
- ヨルン・アンデルセン 2016-2018
- 金永峻（キム・ヨンジュン）2018-2019
- 尹正水（英語版）（ユン・ジョンス）2019